# Arco di Berà

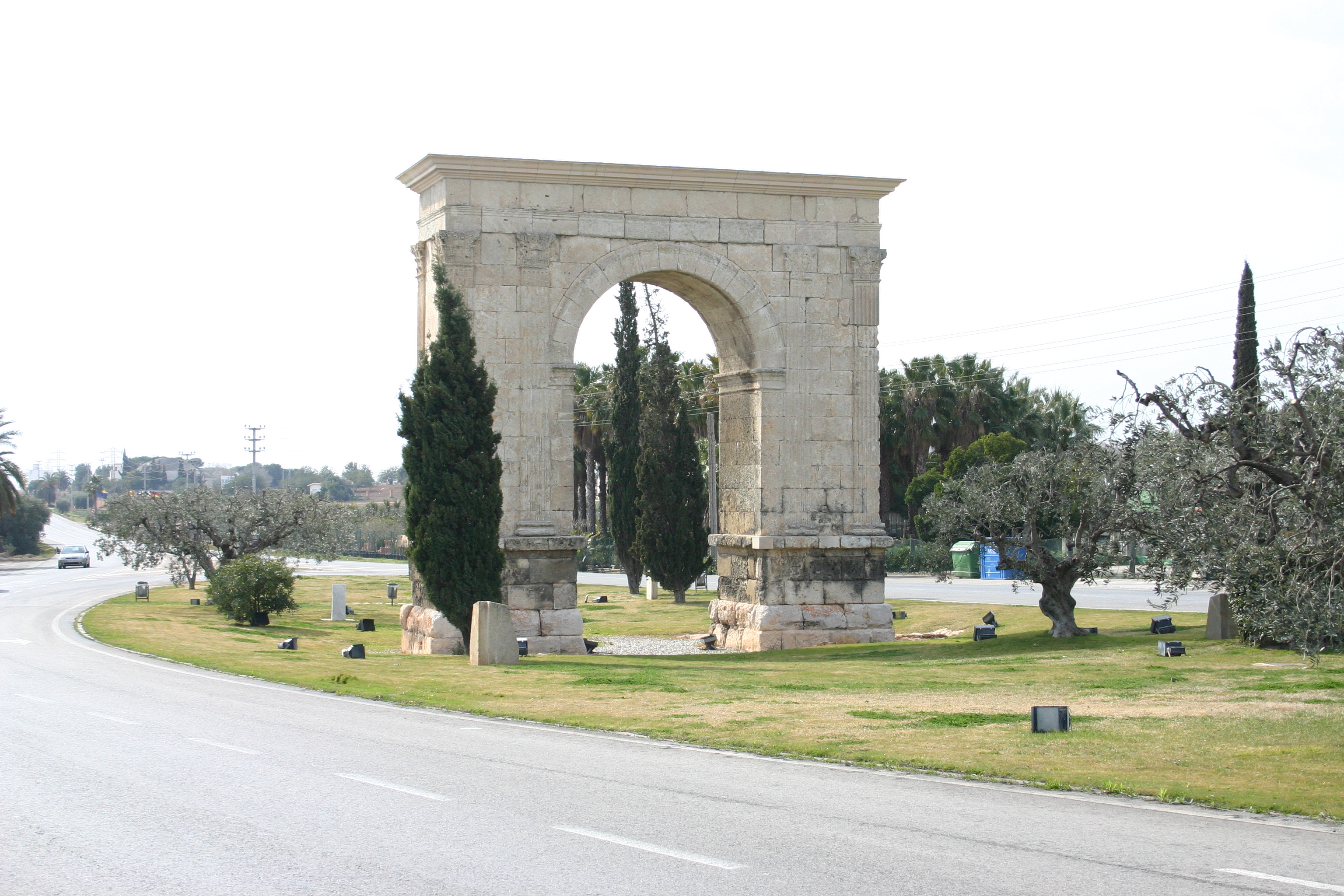
L'arco di Berà presso Tarragona

L'arco di Berà è un arco romano del 13 a.C., situato a circa 20 km a nord-est di Tarragona (Catalogna), antica Tarraco, nel comune di Roda de Barà.
Fa parte dell'insieme archeologico della città, inserito nella lista dei Patrimoni dell'umanità dell'UNESCO nel 2000 sotto la dizione di Complesso archeologico di Tarraco.

## Storia
L'arco fu eretto in epoca augustea, intorno al 13 a.C., in relazione con la sistemazione della via Augusta, al limite del territorio cittadino, e fu dedicato in onore di Augusto da un privato cittadino che ne pagò l'erezione per testamento. Dall'XI secolo è conosciuto con il nome di arco di Berà, riprendendo il nome dalla vicina località in cui sorgeva il castello di Berà, forse dal Berà, primo conte di Barcellona nel IX secolo (ovvero da un altro personaggio con questo nome, abbastanza comune in epoca alto-medievale). Fu restaurato nel 1788 e nel 1840. Subì un attentato nel 1936 e un nuovo restauro nel 1994-1998, che permise di restituirgli l'aspetto precedente al 1840.

## Descrizione
L'arco onorario è collocato sul tracciato della via Augusta. Ha un'altezza di 12,28 m, una larghezza di 12 m e una profondità di 2,34 m. Il fornice è alto 10 m per una larghezza di 4,87 m I piloni, in blocchi di pietra locale, sono decorati da lesene scanalate con capitelli corinzi al di sopra di un alto basamento.
Il fregio della trabeazione reca un'iscrizione dedicatoria, solo parzialmente conservata, di un Lucio Licinio Sura che avrebbe pagato l'erezione dell'arco per testamento. Si tratta di un antenato omonimo del Lucio Licinio Sura senatore e generale romano, amico personale dell'imperatore Traiano, originario di Barcino (Barcellona). L'arco non conserva l'attico al di sopra della trabeazione. In origine doveva sorreggere un gruppo scultoreo in bronzo con al centro l'imperatore Augusto